# 河村九淵
河村 九淵（かわむら ちかすえ、1863年3月2日（文久3年1月12日） - 1934年4月9日）は、日本の教育者、農学者。熊本農業学校（現・熊本県立熊本農業高等学校）初代校長、立教学校（現・立教大学）化学教授、奈良英和学校校長、香川県高松尋常中学校校長。熊本県近代文化功労者。

## 人物・経歴
1863年（文久3年）、津山藩士・河村浩一の長男として江戸に生まれる。岡山県出身。1876年（明治9年）に開校した日本最初の高等農業教育機関である札幌農学校（現・北海道大学）で4期生として学ぶ。
農学校卒業後、山形で農学校教諭、香川県高松尋常中学校校長を歴任。
1890年（明治23年）10月、立教大学校（現・立教大学）が改組されて第2次立教学校が発足すると、化学の教授に就任し、動物学、植物学、生理学を講じる。
1894年（明治27年）10月、奈良英和学校校長に就任し2年間務めた。
1899年（明治32年）、熊本農業学校（現・熊本県立熊本農業高等学校）初代校長に就任し、1906年（明治39年）まで7年間在任。最初の1年は、開校に向けて生徒募集のために、県下を巡って宣伝活動を行い、農業の改良と農業教育の必要性を農業経営者らに講演した。
熊本農業学校での在任中に熊本県のみならず日本の産業発展に貢献する人材を多数育て、後に農聖と称される松田喜一も教え子であった。
松田は河村に、当時栽培学の泰斗と呼ばれた札幌農学校（現・北海道大学）教授の南鷹次郎を紹介されれば、遠くまで教えを請うために赴き、じゃがいも名人宅の土間作りに感銘を受けるや、帰ってすぐ土間で本や新聞が読め、筆記などできるように机や椅子を置き、学習し探究する体制を整え、農業の技術レベル向上に務めた。
河村の教育方針は、札幌農学校でクラーク博士が掲げた自修心にして独立独行と不撓不屈の精神の育成であった。実力を身に付けさせるために、実習教育を重んじ、「その手足を低き地に働かせ、その心を高き天に置け」と教えた。この教えは、松田喜一の「論より証拠」とする率先垂範の生き方や徹底主義の教育に受け継がれた。
1978年に、熊本県近代文化功労者（第31回）として顕彰されている。